# Vergaio
Vergaio è una frazione del comune di Prato, situata nella parte occidentale del territorio comunale, confinante con Galciana, Capezzana, Casale e Tobbiana.
Vergaio ha assunto fama internazionale per essere la località d'adozione dell'attore e regista Roberto Benigni, che vi si trasferì con la famiglia negli anni 60. Benigni ha citato Vergaio in numerose occasioni della propria carriera, anche durante la premiazione nella Notte degli Oscar del 24 marzo 1999, notte durante la quale il circolo Arci "L'unione" 
fu fulcro del programma di Tele+ con le dirette e interviste di vari personaggi dello spettacolo, tra cui Diego Abatantuono.
Nel centro abitato si trova la chiesa di san Martino.